# Skógar
Skógar est une localité islandaise de la municipalité de Rangárþing eystra située au sud de l'île, dans la région de Suðurland. En 2007, le village comptait 25 habitants.

## Toponymie
Le nom du village, qui signifie « de forêt » (génitif indéfini de skógur « forêt ») ou « forêts » (au pluriel indéfini), implique qu'il y eut autrefois beaucoup plus d'arbres dans l'île qu'aujourd'hui et que Skógar a probablement été construit sur un site autrefois forestier. D'ailleurs, depuis quelques années, dans le village comme partout dans l'île, un programme de reboisement est en cours.

## Patrimoine naturel et architectural

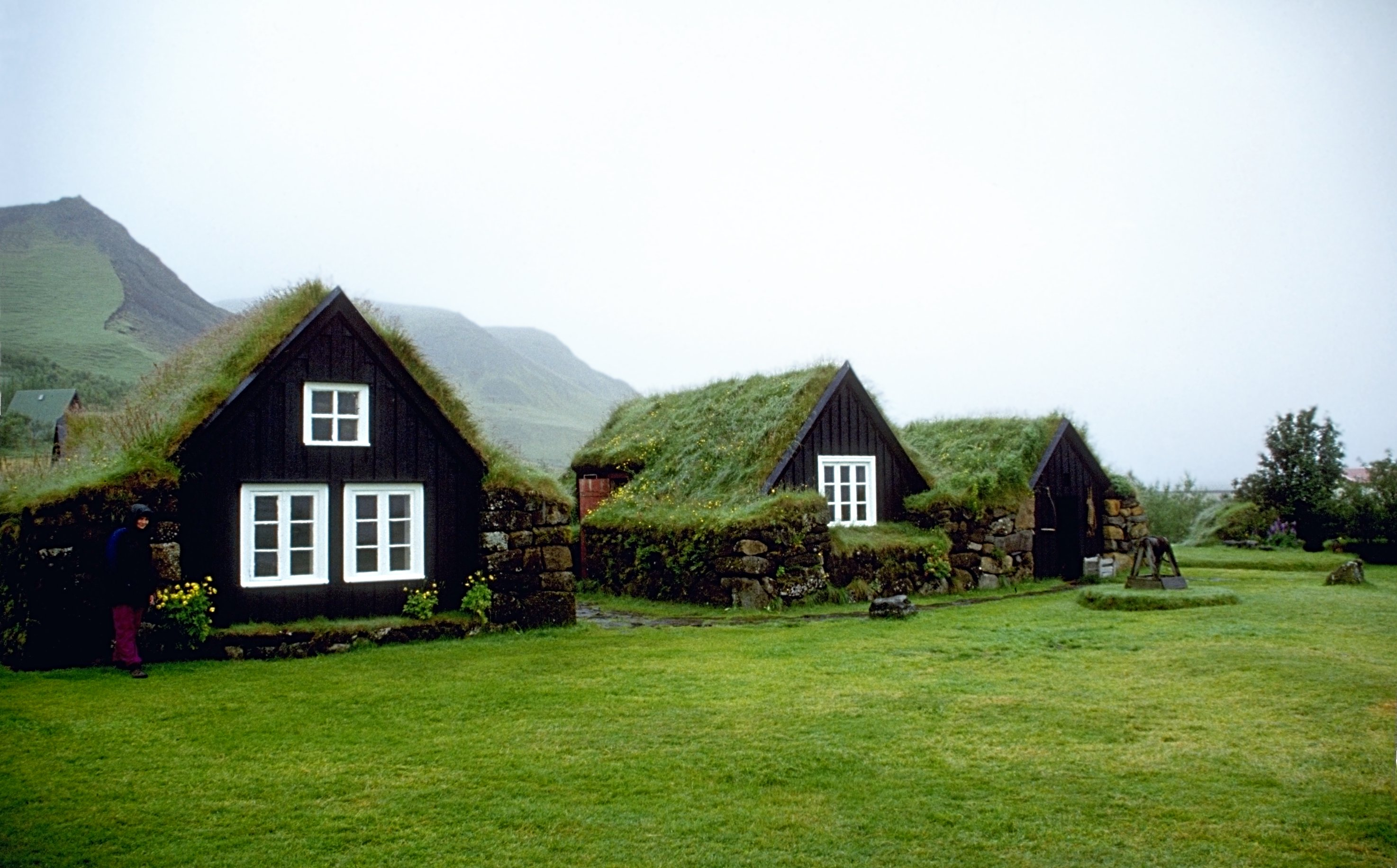
Le musée folklorique de Skógar

Le village possède deux musées, un musée folkforique (Skógasafn), et musée sur les transports en Islande. Des ruines d'anciennes fermes sont également visibles dans une forêt proche du village.
Skógafoss est une chute d'eau de 60 mètres de la rivière Skógá le long d'une falaise érodée. D'autres chutes se trouvent à proximité du village, et en particulier Kvernufoss, ainsi qu'une dizaine d'autres en amont de la Skógá et accessibles par le chemin vers Þórsmörk et la Laugavegur.